# 52e armée (Japon)
La 52e armée (第52軍, Dai-go-jū-ni gun) est une unité de l'armée impériale japonaise basée dans la préfecture de Chiba à la toute fin de la Seconde Guerre mondiale.

## Histoire
La 52e armée est créée le 7 avril 1945 et placée sous le contrôle de la 12e armée régionale dans le cadre des tentatives désespérées du Japon d'empêcher une invasion américaine du centre de Honshū durant l'opération Downfall. Elle est basée à Sakura dans la préfecture de Chiba et a pour principale mission de garder les plages de la péninsule de Bōsō à proximité de Tokyo et de la région de Kantō pour éviter qu'elles ne servent de tête de pont aux Alliés. Elle est principalement composée de réservistes sous-entraînés, d'étudiants conscrits, et de miliciens locaux des corps combattants des citoyens patriotiques.
Elle est dissoute au moment de la reddition du Japon le 15 août 1945 sans avoir combattu.

## Commandement
|                   | Nom                                  | De           | À               |
| ----------------- | ------------------------------------ | ------------ | --------------- |
| Commandant        | Lieutenant-général Shigeta Tokumatsu | 7 avril 1945 | 15 août 1945    |
| Chef d'État-major | Major-général Tamaki Onwa            | 6 avril 1945 | 10 octobre 1945 |